# Gideon Ngatuny
Gideon Ngatuny (ur. 10 października 1986 w Prowincji Rift Valley) – kenijski lekkoatleta, długodystansowiec.

## Osiągnięcia
- 2 złote medale w drużynie podczas Mistrzostw świata w biegach przełajowych (Mombasa 2007 & Edynburg 2008)

W 2009 dzięki drugiemu miejscu na 10 000 metrów podczas mistrzostw Kenii Ngatuny zakwalifikował się do narodowej reprezentacji na mistrzostwa świata w Berlinie, jednak kenijska federacja skreśliła go ze składu z powodu udziału w komercyjnym półmaratonie w Sapporo.

## Rekordy życiowe
- bieg na 3000 m – 7:41,95 (2009)
- bieg na 5000 m – 13:11,81 (2008)
- bieg na 10 000 m – 27:01,83 (2009)
- półmaraton – 59:50 (2009)